# Spinocerebelláris ataxia
A Spinocerebelláris ataxia a kisagy kóros elváltozása. A kisagy belső részei(cellái) megduzzadnak, ezért képtelenek feladatukat normálisan ellátni. Oka legtöbbször örökletes betegség, de okozhatják központi idegrendszeri betegségek és alkoholizmus, drogfüggőség is.
Tünetei:
Mozgáskoordinációs zavarok, egyensúlyzavar, beszédhiba, esetleg látászavar.
A betegségnek 3 fő összetevője van
- Fizikai betegség (lásd fent).

- Mozgásigény: A betegnek sok mozgásra van szüksége. Nem a gyógyulás érdekében, hanem az ataxia kifejlődése ellen. A mozgás elhagyása esetén a helyzet romolhat, akár kerekesszékre is lehet szükség. Súlyosabb esetben érdemes orvos és/vagy mozgásterapeuta segítségét kérni.

- Lelki tényező: Talán az összes betegség közül itt a legfontosabb. A betegnek nem szabad kedvét vesztenie, még ha időlegesen romlik is az állapota.

A spinocerebelláris ataxia gyógyíthatatlan, bár már folyik őssejtekkel való gyógyításának kísérlete. Kezelése E-vitaminnal (amely élelmiszerekből is felvehető), nátriummal (infúzió) és izomlazítókkal lehetséges. Mivel a lecitinek az agyra és az idegekre is pozitív hatást gyakorolnak, ezért javasolt ezekben gazdag étrendet választani. Sok lecitint tartalmaz például a tojás sárgája, a halak, gabonák, hüvelyesek. 